# Echo (informática)
echo es un comando para la impresión de un texto en pantalla. Es utilizado en las terminales de los sistemas operativos como Unix, GNU/Linux, o MS-DOS; dentro de pequeños programas llamados scripts; y en ciertos lenguajes de programación tales como PHP.

## En Unix y derivados
En Unix (y otros sistemas derivados), el comando echo permite utilizar variables y otros elementos del intérprete de comandos. En las implementaciones más comunes y usadas como Bash, echo se trata de una función built-in, es decir, una función interna del intérprete de comandos y no un programa externo, así como cat o grep.

### Uso
Los siguientes comandos devuelven "Texto a imprimir".
- Ejemplo del comando echo:

```
$
 
echo
 
"Texto a imprimir"
.

```

- Ejemplo del comando echo con implementación de variables:

```
$
 
MENSAJE
=
"Texto a imprimir."

$
 
echo
 
$MENSAJE

```

- Ejemplo del comando echo, que guarda el resultado en un archivo:

```
$
 
echo
 
"Texto a imprimir."
 
>
 
./prueba.txt
$
 
cat
 
./prueba.txt

```

- Ejemplo del comando echo con implementación de variables, que guarda el resultado en un archivo:

```
$
 
MENSAJE
=
"Texto a imprimir."

$
 
echo
 
$MENSAJE
 
>
 
./prueba.txt
$
 
cat
 
./prueba.txt

```

## En DOS
En los sistemas operativos DOS, se puede usar el comando echo de forma similar a Unix.

### Uso
- Ejemplo del comando echo:

```
ECHO
 
"Texto a imprimir."

```

## En PHP
En PHP, al igual que en Unix, la orden echo permite el uso de variables.

### Uso
- Ejemplo de la orden echo:

```
<?php

echo
 
"Texto a imprimir."
;

?>

```